# Bornim
Bornim è un quartiere della città tedesca di Potsdam.
Le prime notizie storicamente accertate dell'abitato risalgono al 1335. Nel 1663 diventa proprietà del Principe elettore del Brandeburgo che vi costruisce un giardino e una residenza estiva che vennero demolito nel 1756. Con Federico II la zona diventa area di esercitazioni militari. Risalgono al 1902 l'attuale chiesa parrocchiale e al 1912 il giardino Karl Foerster. Nel 1935 l'abitato diventa un quartiere di Potsdam.